# Masiv Maladeta
Masiv Maladeta je nejvyšší pohoří a první ledovcový masiv v Pyrenejích. Nachází se ve španělské provincii Huesca (Aragonie). Na severu je vršek údolí Benasque a na jihu klesá údolí Vallibierna. Nejvyšší hora masivu je Pico de Aneto (3404 m).

## Etymologie
Jméno Maladeta bylo známé na počátku 18. století  a legenda o kletbě byla již velmi silná. 
Nejnovější studie (publikované v letech 1989 a 2009) naznačují aragonské slovo, které nejistě souvisí s latinským maledicta („prokletým“), ale spojení kořene preindoevropského (a precelte) Mal („vysoké skalnaté hory“) v kořeni dicta (předložili P. Fouché a A. Dauzat) zůstává pochybná.  

### Topografie

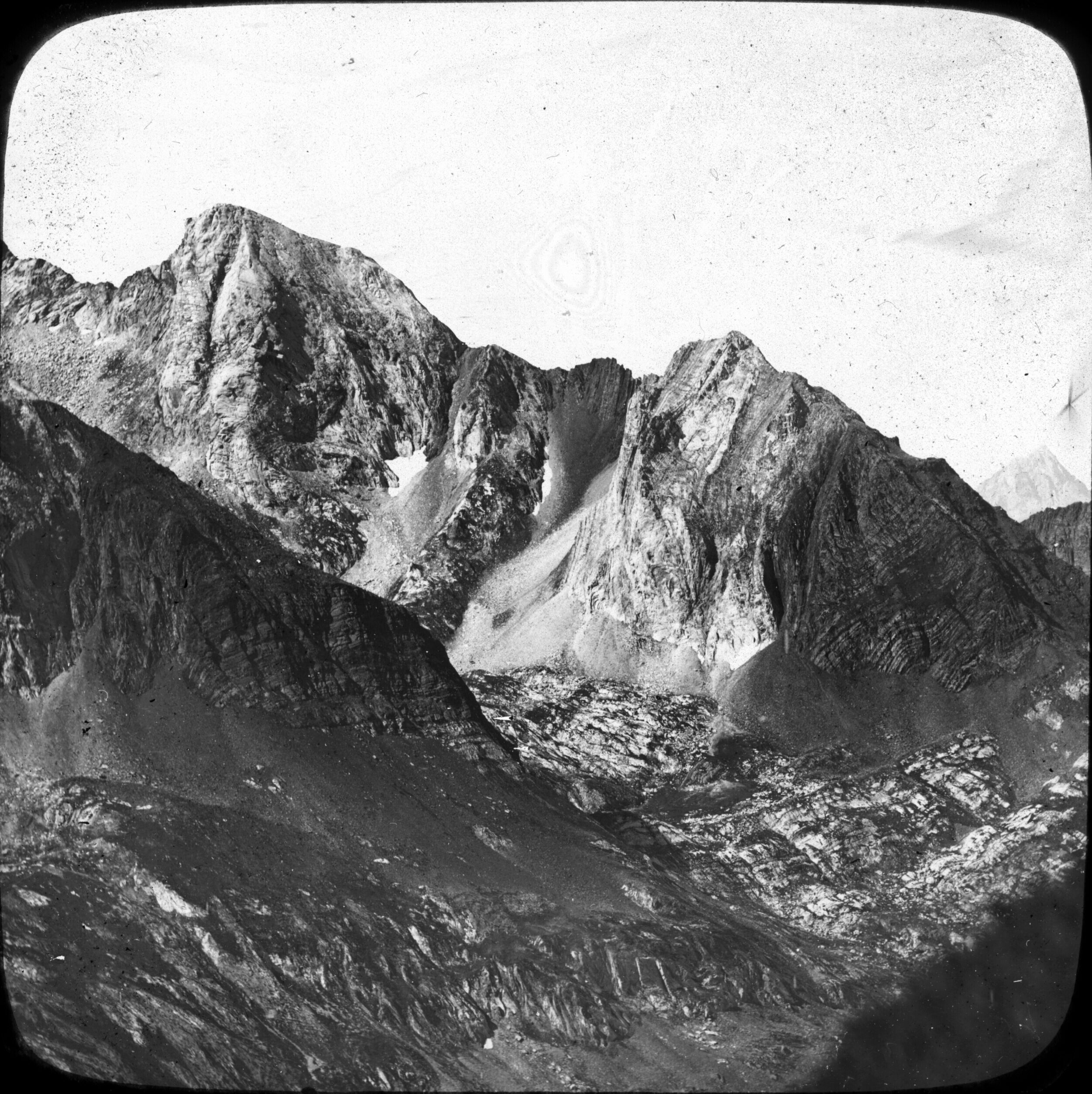
Pic d'Albe mezi lety 1859 a 1910

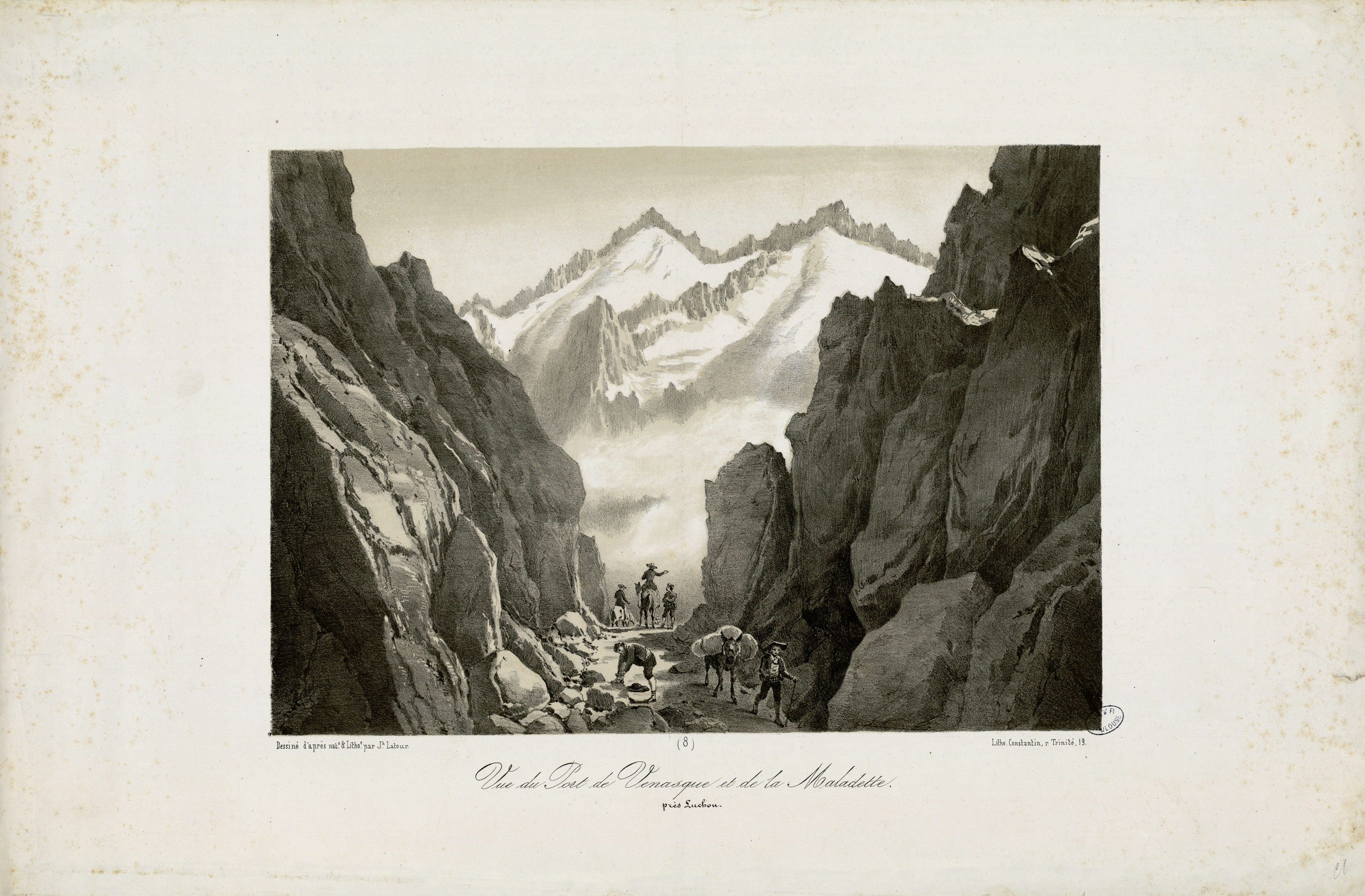
Masiv Maladeta a sedlo Vénasque v polovině 19. století

Masiv Maladeta je tvořen následujícími vrcholy:
- Pico de Aneto (3404 m)
- Pointe d'Astorg (3355 m)
- Cursed Pic (3350 m)
- Aneto's rameno (3350 m)
- Pico del Medio (3346 m)
- La Maladeta (3308 m)
- Pico de Coronas (3293 m)
- Pic des Tempêtes (3290 m)
- 1er Pic occidental Maladeta (3254 m)
- Pic margalida (3241 m)
- 2e Pic occidental Maladeta (3220 m)
- Russell Pic (3205 m)
- 3e Pic occidental Maladeta (3185 m)
- Pic le Bondidie] (3185 m)
- Diente de Alba (3136 m)
- Pic d'Albe (Pico de Alba) (3118 m)
- Pic de Vallibierna (3067 m)
- Tuca de Culebras (3062 m)
- Pic Aragüells (3037 m)
- Tuc de Mulleres (3010 m)